# Blegdamshospitalet
Blegdamshospitalet var et epidemisygehus på Blegdamsvej i København. Hospitalet blev revet ned i 1970'erne for at give plads til Panuminstituttet.
Hospitalet var opført for Københavns Kommune 1878-1880 ved Vilhelm Friederichsen og senere udvidet af stadsarkitekt Ludvig Fenger. Det var et moderne pavillonhospital, da det blev opført. Skulpturen fra indgangsportalen, der forestiller Athene værgende sine børn mod pestgudens pile, af Vilhelm Bissen findes nu på Københavns Bymuseum.
Blegdamshospitalet blev kendt i udlandet, da man indførte respiratorbehandling til bekæmpelse af åndedrætslammelse ved akut poliomyelitis (børnelammelse) under den store epidemi i 1952.